# 1978年電子遊戲界

## 事件

### 商业
- 7月22日 － 新日本企劃（SNK）建立。
- 7月25日 － 襟川阳一和妻子襟川惠子建立光荣。
- 美国街机市场盈利10亿美金[1]。
- 美国家用电子游戏市场价值2亿美元[2]。

### 新闻业
- 面向消费者的游戏新闻业始于街机黄金时代《太空侵略者》成功后不久，电视和纸质报章杂志上涌现大量关于电子游戏这一新兴媒体的文章[3]。
- 北美最早的定期消费者电子游戏专栏是《视频》的“街机巷”，由比尔·孔克尔和阿尼·卡茨与乔伊·斯沃利执笔[4]。

## 知名发行

### 游戏
街机
- 6月 － 太東在日本发行西角友宏的街机游戏《太空侵略者》，在遊戲市場引起轟動，成為全球第一款超過一百萬銷售的遊戲，标志着街机游戏黄金时期的到来。游戏为清版射击游戏确立了样板[5]，并影响了后来大多数射击游戏[6]。
- 10月 － Midway在北美大规模发行《太空侵略者》[7]。
- 10月 － 南梦宫在日本推出公司首款街机游戏《小蜜蜂》。
- 任天堂推出其首款街机游戏《电脑奥赛罗》。
- Cinematronics发行矢量图形街机游戏《Space Wars》。
- 科乐美推出其首款街机游戏《Block Game》。
- 雅达利通过街机游戏《足球》推广其轨迹球控制器。

电脑
- 微机版BASIC电脑游戏在家用电脑上商业化发行。

### 硬件
电脑
- Elektor发行了TV Games Computer。

游戏机
- APF电子发行了APF-M1000家用游戏机。
- Bally/Midway发行了家用游戏机Bally Professional Arcade。
- Entreprex发行了家用游戏机阿波罗2001。
- Interton发行了家用游戏机VC 4000。
- 米罗华发行了家用游戏机奥德赛²（G7000 Videopac）。
- 任天堂发行了家用游戏机Color TV Game 15。
- 华纳传播的雅达利发行了家用游戏机Pinball Game System。